# 志等美神社
志等美神社（しとみじんじゃ）は、伊勢神宮豊受大神宮（外宮）の摂社。本記事では志等美神社と同じ社地にある外宮摂社の大河内神社（おおこうちじんじゃ）、外宮末社の打懸神社（うちかけじんじゃ）、3社を境内に包摂する旧村社の上社（かみのやしろ）についても記述する。
伊勢神宮に属する125社のうちで神階を有するのは志等美・大河内・打懸の3社のみである。

## 概要
三重県伊勢市辻久留一丁目13番に鎮座する。宮域自体は上社のものであり、志等美・大河内・打懸の3社は、上社境内入り口の右手に鎮座している。宮域面積は約700坪、うち志等美・大河内・打懸の3社の面積は406m2。志等美・大河内両社は同じ玉垣の中に鎮座し、南向きに建てられ、正殿は神明造の板葺である。
志等美・大河内・打懸の3社には、賽銭箱が置かれていない。

## 志等美神社
外宮の摂社16社のうち第7位である。「蔀野井庭神社」（しとみのいばじんじゃ）と記す文献もあり、蔀野は鎮座地周辺の原野の名前である。志賀剛は、志等美神社の「しとみ」とは動詞「しとむ」の連用形が名詞化したもので、「水に浸る」、「水に浸かって濡れる」意味であると解釈した。

## 大河内神社
社殿は別であるが、志等美神社と同じ玉垣の中に鎮座している。外宮の摂社16社のうち第8位である。戦国時代に大河内神社が荒廃した後、上社の境内社であった山神社となった。
現在の社名の読みは「おおこうち」であるが、古文書では「オホカハチ」、「オホガフチ」などのフリガナが付されている。

## 打懸神社

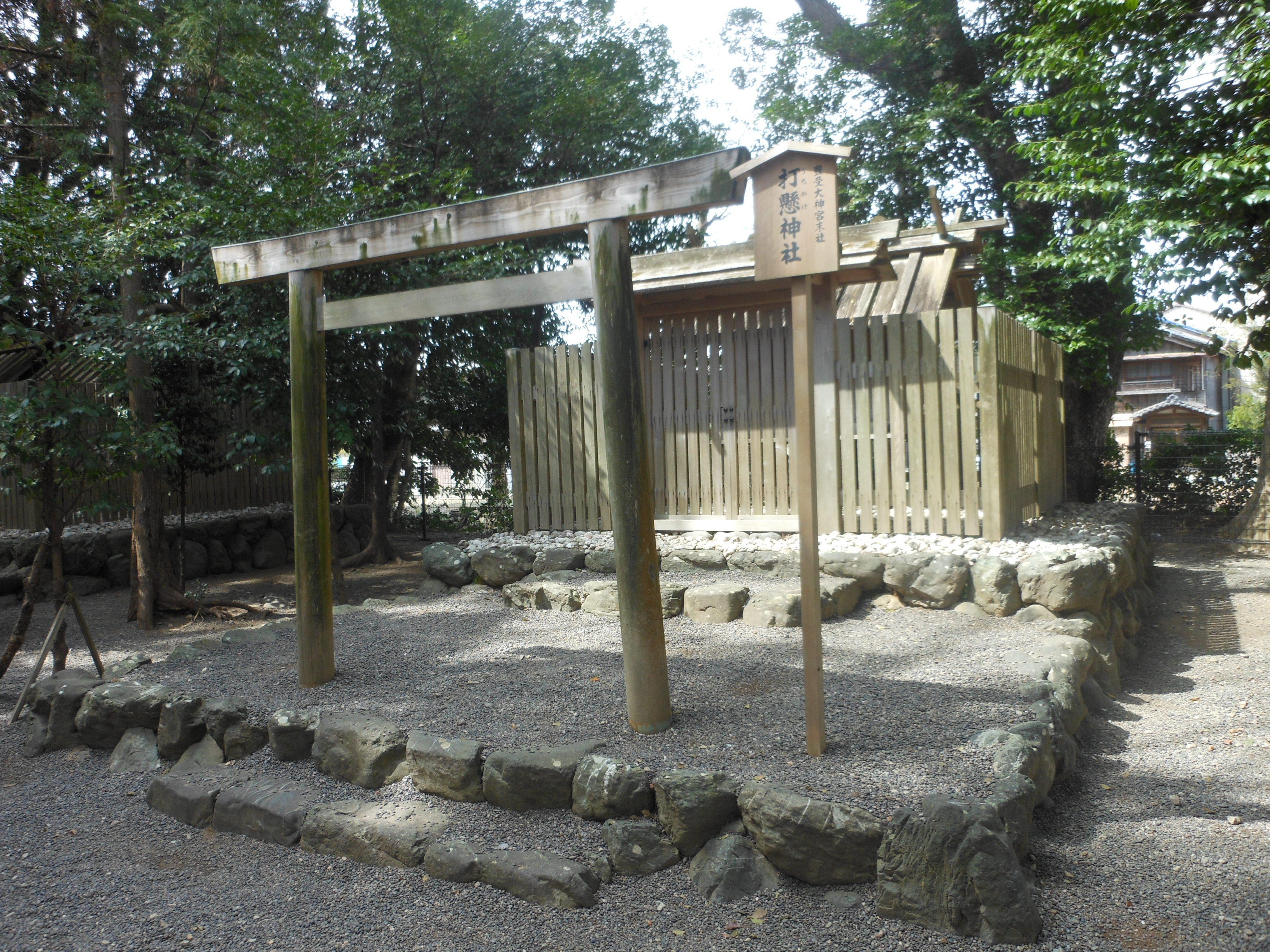
打懸神社

外宮の末社8社のうち第4位である。戦国時代に打懸神社が荒廃した後、上社の境内社であった並社（旧称：八王子社）となり、打懸神社の祭神がそのまま並社の祭神となった。

## 上社
地域の氏神であり、中島・辻久留・二俣・浦口の4地域が氏子となっている。社宝は獅子頭1頭と享保6年（1721年）寄進の太刀1振の2点である。
境内には稲荷神社、菅原道真を祀る上天神、伊勢津彦大神・伊勢津姫大神を祀る櫛玉宮のほか、他の神社の遥拝所などがある。

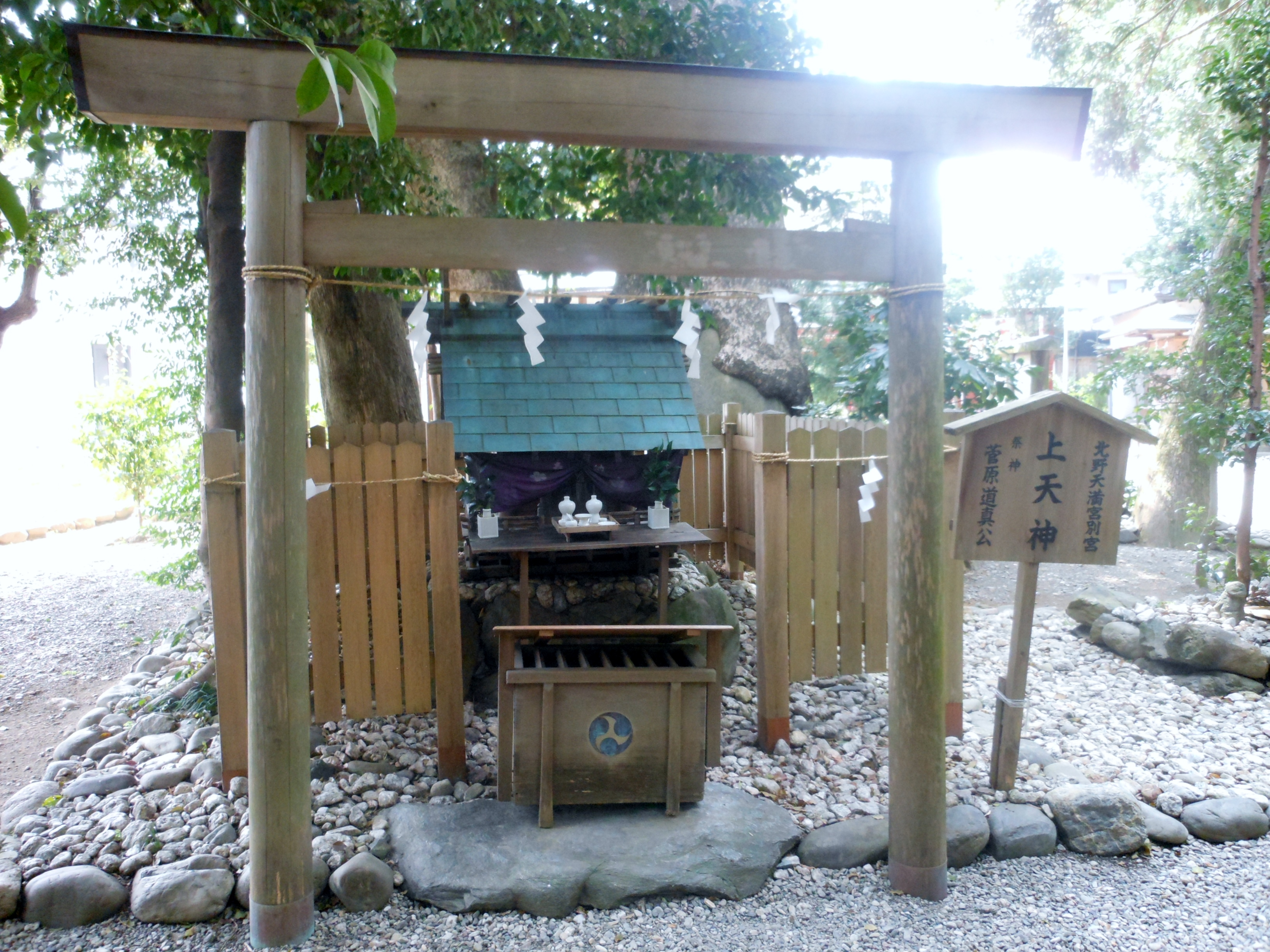
上天神
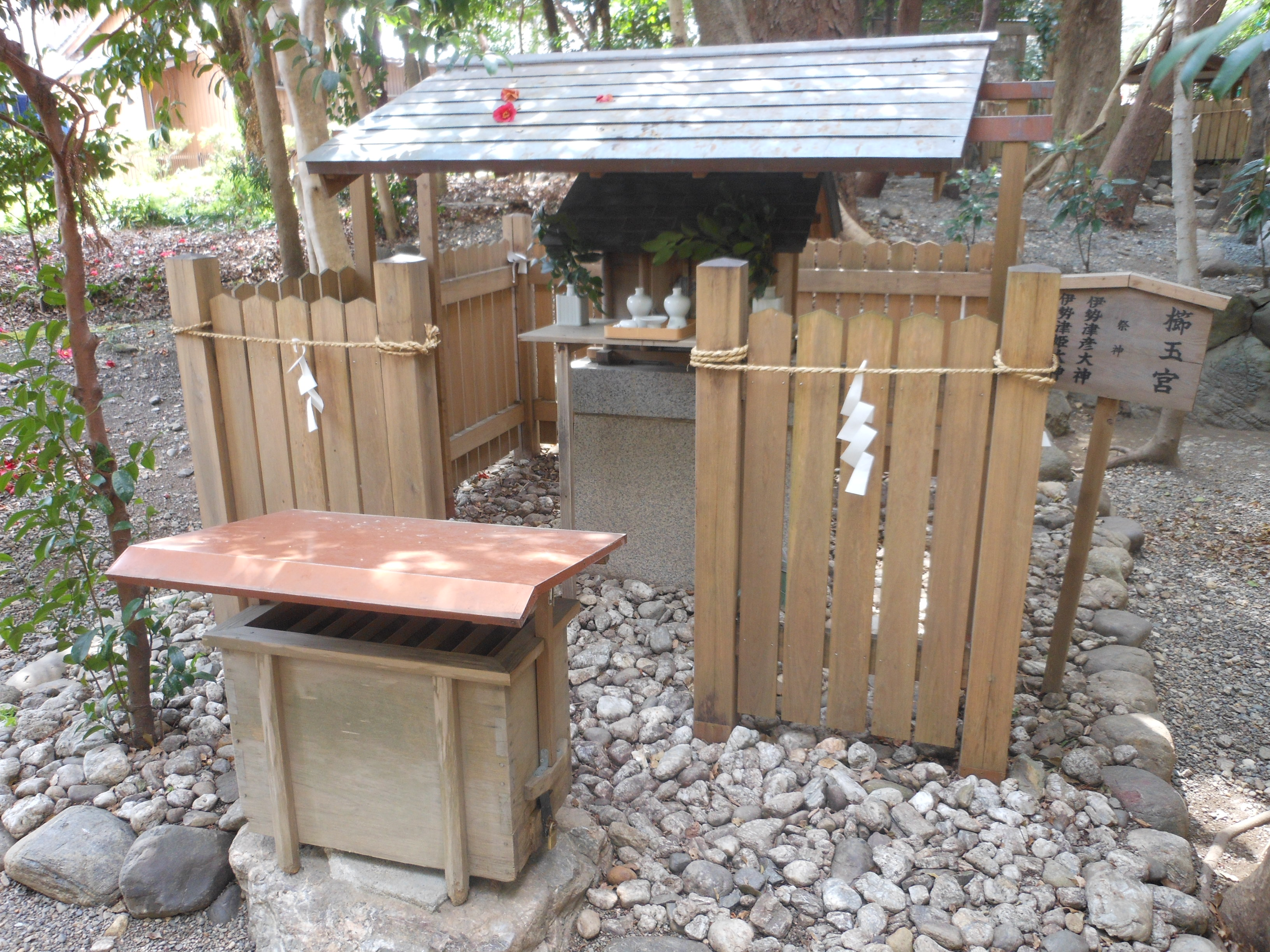
櫛玉宮
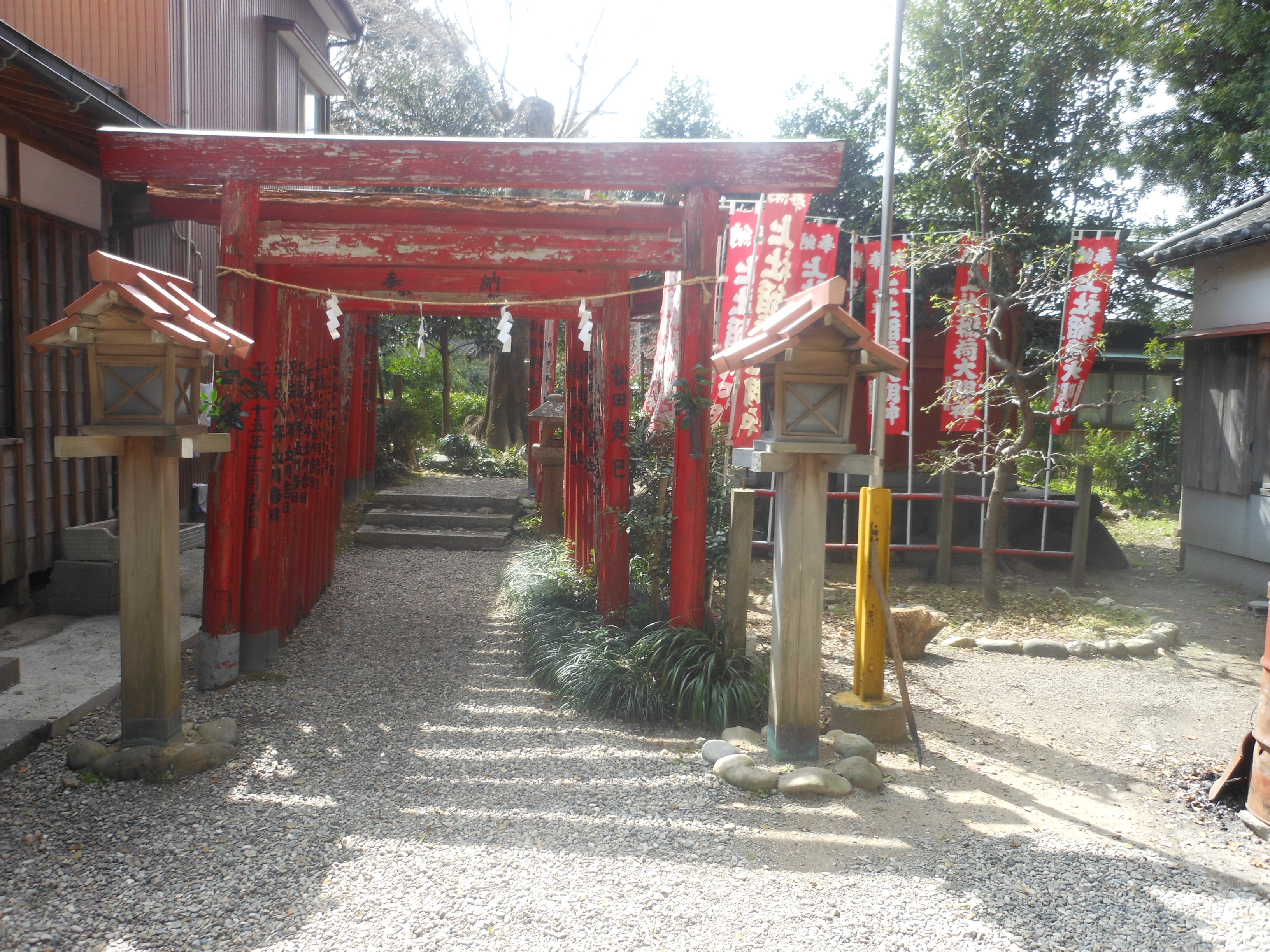
上社稲荷大明神
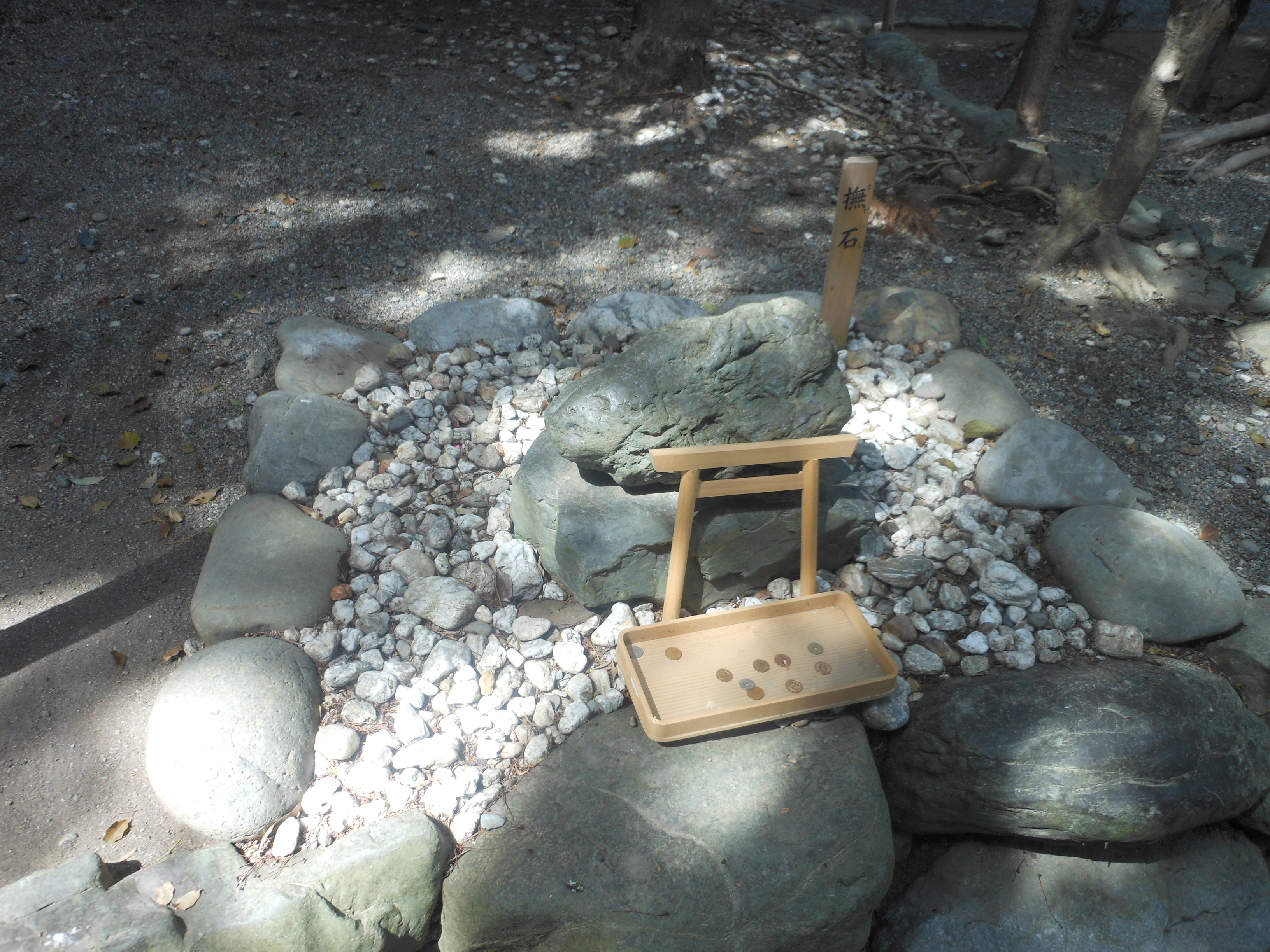
撫で石
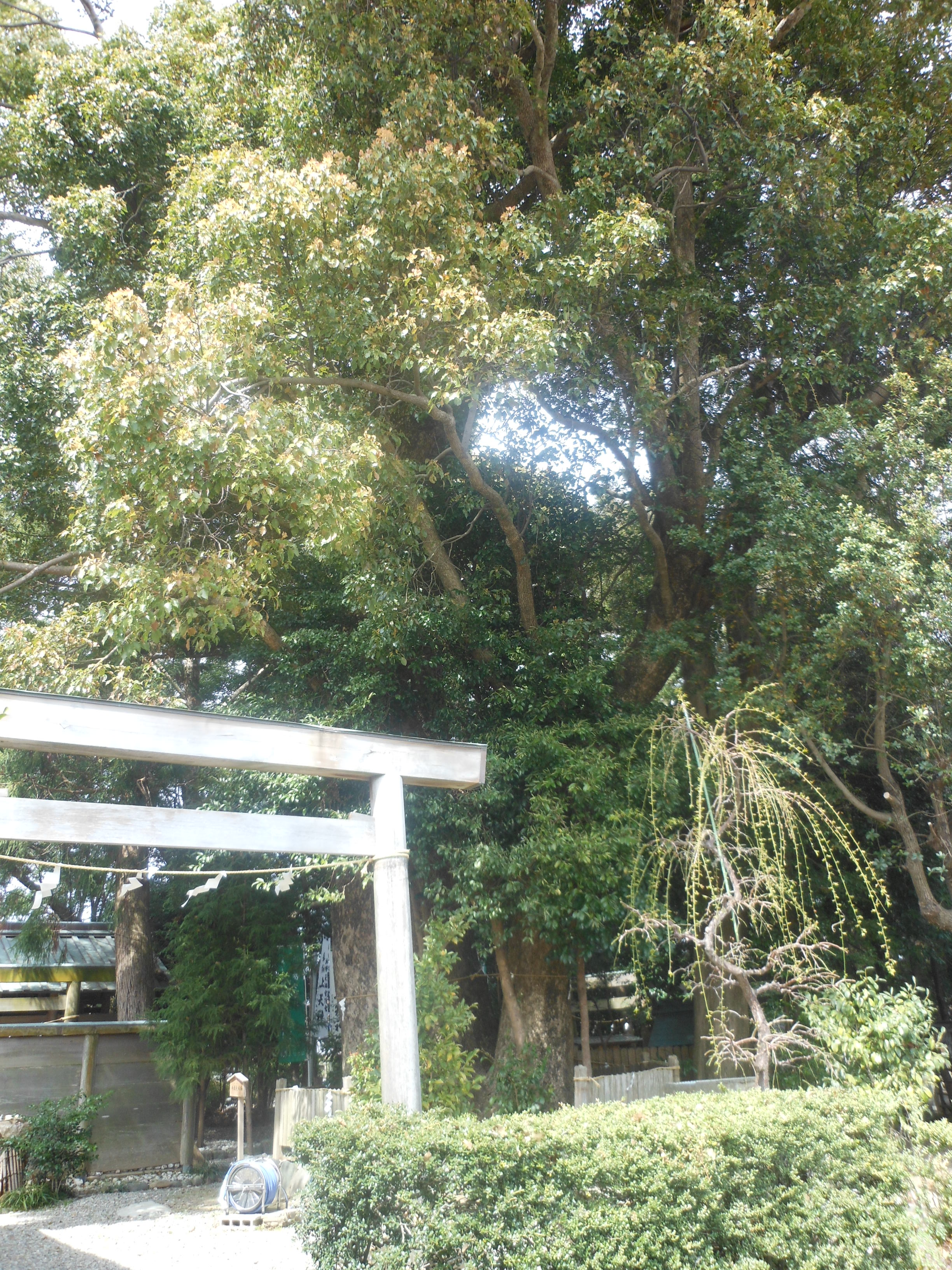
牛頭夫婦楠
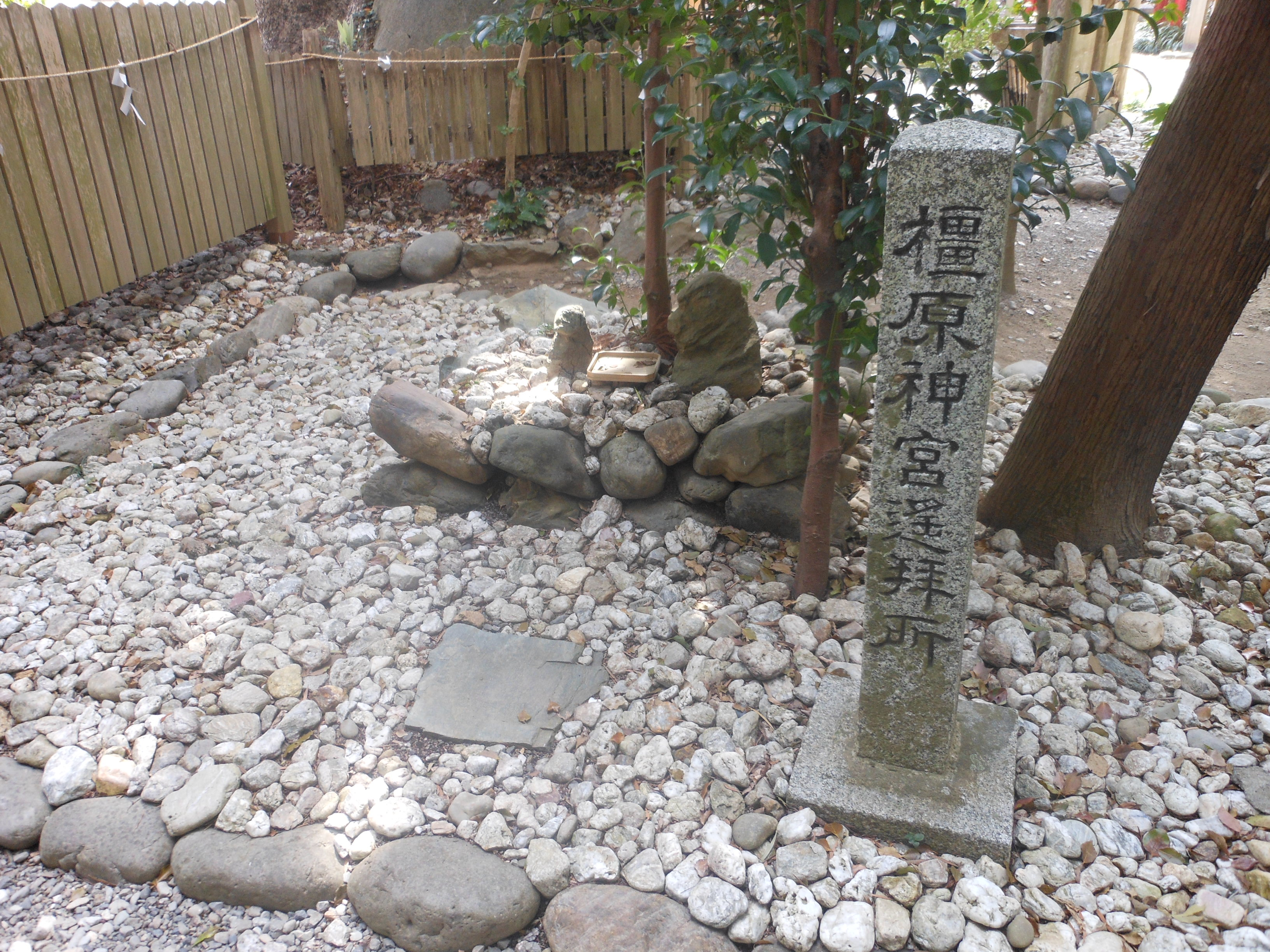
橿原神宮遥拝所

### 被合祀社
上社は以下の13社を1909年（明治42年）に合祀している。いずれも旧社格は無格社であった。
| 社名       | 祭神         | 旧所在地 | 被合祀月日 | 備考                                   |
| 稲荷社     | 不詳         | 浦口町   | 3月7日     | 火除稲荷との説あり。                   |
| 土井稲荷社 | 宇迦之御魂神 | 浦口町   | 3月7日     | 別名は姫ヶ池大明神。                   |
| 大杉稲荷社 | 宇迦之御魂神 | 浦口町   | 3月7日     |                                        |
| 二俣菅原社 | 菅原道真     | 二俣町   | 3月7日     |                                        |
| 田村社     | 不詳         | 二俣町   | 3月7日     |                                        |
| 稲荷社     | 不詳         | 上社境内 | 3月8日     | 祭神は宇迦之御魂神との説あり。         |
| 山神社     | 不詳         | 上社境内 | 3月8日     | 祭神は大山祗神・疱瘡神との説あり。     |
| 小川社     | 不詳         | 中島町   | 3月8日     |                                        |
| 稲荷社     | 宇迦之御魂神 | 中島町   | 3月8日     |                                        |
| 掃守社     | 天忍漁人命   | 中島町   | 3月8日     | 伊勢市立中島小学校に神社跡の碑がある。 |
| 八幡社     | 誉田別命     | 中島町   | 3月8日     |                                        |
| 浅間社     | 不詳         | 中島町   | 3月8日     |                                        |
| 並社       | 不詳         | 上社境内 | 3月12日    | 旧称は八王子社。                       |

## 祭神

### 神宮摂末社
志等美・大河内・打懸の3社は付近を流れる宮川の洪水から地域を守る堤防の守護神として祀られた。
志等美神社の祭神は久久能智神（くくのちのかみ）。周囲の林野の神であるが、堤防の神とも伝えられる。『神名秘書』・『類聚神祇本源』は「木神」と記している。
大河内神社の祭神は大山祗神（おおやまづみのかみ）。堤防の守護神である。『神名帳考証再論』では「水霊」、『神宮典略』では「水の神にもあらんか」と記載する。
打懸神社の祭神は打懸明神（うちかけみょうじん）。打懸の「かけ」は懸税（かけちから、稲穂）のことであり、五穀豊穣の神であるが、堤防の守護神でもある。

### 上社の祭神
上社は、志等美・大河内両神社の祭神である久久能智神・大山祗神と、埴安神・宇迦之御魂神の4柱を当初からの祭神とし、宇迦之御魂神4座・菅原道真・天忍漁人命（あめのおしあまのみこと）・誉田別命・不詳2座の9柱を合祀している。

## 歴史

### 創建から中世まで
志等美・大河内神社の創建は不詳であるが、延暦23年（804年）の『止由気宮儀式帳』には既に記載があり、少なくとも古代には祭祀を受けていたことが分かる。『類聚神祇本源』によれば、大治3年（1128年）に志等美・大河内・打懸の3社の神階が正五位から従四位に昇級したという。
志等美・大河内・打懸の3社は、戦国時代になると建て替えが行われなくなり荒れるに任せていたが、後代に地元の住民が産土神として崇めるようになった。産土神となったこの神社は、永正16年9月（ユリウス暦：1519年9月）の記録では「二俣社」、大永6年12月（ユリウス暦：1527年1月）の記録では「二俣八王子社」、天文6年11月（ユリウス暦：1537年12月）の記録では「牛頭社」と記された。

### 近世
寛文3年（1663年）、大宮司の河邊精長（大中臣精長）は志等美・大河内両社の旧社地を懸命に捜索したが見つからず、仮の鎮座地として、外宮宮域内の高倉山岩戸坂に社を設けた。岩戸坂が選ばれたのは、度会常晨（桧垣常晨）がこの坂に末社として拝所をいくつか設置したためである。精長の次男である長春は、元禄5年（1692年）の建て替えの際、「ヤバコ」・「ハナヒシゲ山」と呼ばれていた辻久留南方の個人所有の地を購入し、そこへ志等美神社を遷座した。なお、「ヤバコ」・「ハナヒシゲ山」に遷座した当初から正確な社地ではないとする意見があり、その後も本来の社地を探求する努力が続けられた。

### 近代以降
明治3年10月（グレゴリオ暦：1870年10月 - 11月）、「牛頭社」の名前が仏教風であるとの理由で現社名「上社」に改称した。明治4年11月2日（グレゴリオ暦：1871年12月13日）には、近代社格制度に基づき郷社に列し、明治5年10月（グレゴリオ暦：1872年11月）に村社に昇格した。
1883年（明治16年）、志等美・大河内・打懸の3社が旧社地である上社境内に復した。1906年（明治39年）12月に上社が神饌幣帛料供進社の指定を受けた。
志等美神社および大河内神社は1915年（大正4年）6月に、打懸神社は同年7月に建て替えられる。また、志等美・大河内神社は1975年（昭和50年）11月18日にも造り替えられている。

## 祭祀と祭事
志等美神社では巡回祭祀により祈年祭（2月）、月次祭（6月・12月）、神嘗祭（10月）、新嘗祭（11月）を行い、歳旦祭（1月）、元始祭（1月）、建国記念祭（2月11日）、風日祈祭（5月・8月）、天長祭（12月23日）は遥祀により執行する。
上社の祭事としては、1月15日の御頭神事と7月15日の例祭がある。

## 植物相
境内には高木のスギ、マキ、クスノキ、イチイガシのほか中低木のサカキ、ネズミモチなどが茂る。

## 周辺
鎮座地近くには木材工場がある。また、辻久留公民館や伊勢辻久留郵便局も近い。
公共交通
- JR参宮線・近鉄山田線伊勢市駅または近鉄山田線・同鳥羽線宇治山田駅より三重交通路線バス利用、「上ノ社」バス停下車、すぐ[20]。
- JR参宮線山田上口駅より徒歩約12分（約1km）。

自家用車
- 伊勢自動車道伊勢西ICより三重県道32号伊勢磯部線（御木本道路）を北へ約8分（約3.7km）。付近に駐車場はない。